# Contrôleur (comics)
Pour les articles homonymes, voir Contrôleur.
Basil Sandhusrt, alias le Contrôleur (« Controller » en VO) est un super-vilain évoluant dans l'univers Marvel de la maison d'édition Marvel Comics. Créé par le scénariste Archie Goodwin et le dessinateur George Tuska, le personnage de fiction apparaît pour la première fois dans le comic book Iron Man (vol. 1) #12 en avril 1969.

## Biographie du personnage

### Origines
Basil Sandhusrt est un chercheur colérique à l’éthique douteuse, dans le domaine de la chimie et de l'électro-mécanique. Un jour dans son laboratoire, il a une dispute avec son frère Vincent qui provoque par accident une explosion. Basil est défiguré et termine handicapé. Plein de remords, Vincent équipe son frère d’un exosquelette alimenté par l’énergie cérébrale de personnes reliées à des disques-esclaves.
En tant que Contrôleur, Basil planifie de réduire les new-yorkais en esclavage, mais le héros Iron Man déjoue son projet et le laisse dans un état comateux. À son réveil dans un asile, il prend le contrôle des patients et se fait reconstruire un nouvel équipement, qui sera encore une fois détruit par Iron Man.

### Parcours
Des mois plus tard, le Contrôleur est libéré par Thanos qui améliore son armure. Le tyran extraterrestre lui promet le contrôle de la Terre. Il asservit alors les Vengeurs mais son ambition démesurée lui joue des tours, ne pouvant battre Captain Mar-Vell. Thanos le laisse alors pour mort.
Sandhurst se cache pendant des années, améliorant son équipement avec des appareils volés à Justin Hammer et Stark Enterprises, avant de refaire surface. Il est capturé par Stark mais s’échappe. Repris, il échoue à la Voûte.
Durant les Actes de Vengeance, il est vaincu par Captain America. Récupéré par le Maître, il devient son serviteur et affronte les Vengeurs. Abandonné après une défaite, il ouvre une clinique pour riches patients, mais son esprit revanchard le force à attaquer Iron Man, qui anéantit son business.
Enfermé à la prison du Raft, il s’échappe grâce à l’intervention d'Electro en compagnie de nombreux autres vilains, mais est recapturé à la suite d’une bagarre entre les U-Foes (en) et les Vengeurs.

### Civil War
Durant l'arc narratif Civil War, le Contrôleur sort très rapidement de prison puis est recruté par le syndicat criminel de Hood. Toutefois, Hood s'assure que son homme de main ne puisse pas reconstruire de disques de contrôle, le laissant alors dans un état de faiblesse.

### Secret Invasion
Lors de l'invasion Skrull, le Contrôleur aide les super-héros à repousser les extraterrestres.

### Dark Reign
Pendant le crossover Dark Reign, Sandhurst s'abrite derrière une entreprise nommée Futurepharm, aux activités louches. Maria Hill enquête et devient l'une de ses victimes. Il est battu mais pas capturé. 
Quelques semaines plus tard, il rencontre la vigilante White Fang qui avait essayé de tuer Hood et lui offrre une nouvelle armure, « pour qu'elle termine le travail ». Mais elle ne peut vaincre le caïd du crime.
Lors d'un duel entre Force et Hood, le Contrôleur se montre sous son vrai jour en brûlant la cape de Hood. Ce dernier, possédé par Dormammu, le bat sans effort, et le Sorcier le tient sous son contrôle avec ses propres disques.

## Pouvoirs, capacités et équipement
Handicapé, Basil Sandhurst utilise un exosquelette blindé en acier qui est attaché à son corps par micro-chirurgie, de la tête jusqu’aux orteils, lui garantissant une mobilité, une force (il peut soulever jusqu’à 500 kg) et une endurance surhumaine.
En complément de ses pouvoirs, Basil Sandhurst est un ingénieur en mécanique et un chimiste très doué, spécialisé en ingénierie mécanique et électrique. 
- L’armure du Contrôleur est équipée de bottes à réacteurs (boot jets), d’un projecteur d’image, de capsules fumigènes et de divers capteurs environnementaux.
- Il utilise des « disques d’esclavage » pour contrôler ses victimes. L’énergie cérébrale des victimes est transférée vers son casque, ce qui alimente son armure. Plus il contrôle de personnes, plus son armure est chargée en énergie et donc augmente sa force physique.
- L’énergie cérébrale captée lui transmet aussi certaines connaissances ou talents cognitifs de ces proies. Ses esclaves obéissent au doigt et à l’œil à ses ordres.
- Même sans ses disques, il possède de faibles pouvoirs télépathiques lui permettant de contrôler des individus faibles d’esprit.
- On l’a déjà vu manifester de certains talents psychokinésiques, de faible puissance toutefois.

À une occasion, il a utilisé un « annulateur moléculaire », un dispositif qui génère un puissant rayon énergétique qui sépare les molécules, permettant la découpe à peu près n’importe quelle matière.

## Apparition dans d'autres médias
- 2009-2012 : Iron Man: Armored Adventures (série d'animation)

Basil Sandhurst  apparaît pour la première fois dans l'épisode « Ready, A.I.M., Fire » Cette version est un agent de l'AIM qui a demandé l'aide Tony Stark pour créer des disques de contrôle. Grâce à ses disques et son casque, il contrôle l'esprit de ses victimes.